# Georges Blondel
Pour les articles homonymes, voir Blondel.
Georges Blondel, né le 8 mars 1856 à Dijon (Côte-d'Or) et mort le 31 juillet 1948 dans le 6e arrondissement de Paris (Seine), est un historien, spécialiste de l'Allemagne et des questions économiques et sociales.

## Biographie

### Jeunesse et études
Hippolyte Marie Georges Blondel naît le 8 mars 1856 à Dijon. Il est le frère du philosophe Maurice Blondel. Condisciple d'Hubert Lyautey au lycée de Dijon, il suit ensuite des études de droit et est nommé docteur en droit à l'université de Dijon en 1881. Il passe ensuite l'agrégation d'histoire.

### Parcours professionnel
Il est successivement chargé de mission en Allemagne en 1883, puis chargé de cours à la faculté de droit de l'université de Lyon en 1885 aux côtés d'Émile Bourgeois et Émile Joseph Belot. Il devient alors chargé de cours à la faculté des lettres de l'université de Lille en 1890.
Docteur ès lettres en 1892, il est examinateur puis professeur à l'École des hautes études commerciales (HEC) à partir de 1895. En 1900, il est nommé professeur de l'École des sciences politiques. S'il tient un cours de géographie, il déborde souvent sur des questions économiques.
Il est nommé en remplacement de Jean Izoulet à la chaire de philosophie sociale au Collège de France en 1907 et 1908 , suppléant de Jean Izoulet comme professeur au Collège de France de 1919 à 1922, puis de 1927 à 1929.
Au cours de la Première Guerre mondiale, il est mobilisé le 2 août 1914 et affecté aux services spéciaux du territoire du Gouvernement militaire de Paris, en qualité de chef de la 3e circonscription du service de la Réquisition et des moyens de transport. Passé à l'état-major de l'armée le 10 janvier 1916, il est démobilisé le 30 mars 1918, capitaine honoraire le 30 mai 1918, chevalier de la Légion d'honneur à titre militaire le 3 février 1917.
En mai 1920, il est nommé membre du comité directeur de la Ligue des patriotes présidée par Maurice Barrès.
Il adhère dès 1933 au Comité français pour la protection des intellectuels juifs persécutés, ainsi qu'au Comité d'accueil et d'aide aux victimes de l'antisémitisme allemand.
Il meurt à son domicile, 168 boulevard Saint-Germain à Paris, le 31 juillet 1948.

## Travaux
Considéré dès 1885 comme expert de l'enseignement du droit en Allemagne, il devient un allié privilégié d'Émile Boutmy pour la critique des facultés de droit françaises et pour l'élaboration du modèle pédagogique de l'École des sciences politiques.
Il est à nouveau envoyé en Allemagne en 1895, à la tête d'une mission d'étude des questions industrielles et rurales. Le rapport publié au retour de mission (Blondel 1897) reçoit une médaille d'or de la Société nationale d'agriculture,.
Engagé dans le mouvement du catholicisme social, il est, en 1900 à Paris, un des membres de la commission d'organisation et un des secrétaires du Congrès international pour la protection légale des travailleurs, qui sera une des premières étapes du développement du droit international du travail,. On le trouve en 1905 au comité de perfectionnement de la Ligue sociale d'acheteurs. Il est un orateur régulier aux Semaines sociales,.
Georges Blondel avait dès 1934, dans Le triomphe du germanisme, attiré l'attention sur la brutalité du régime nazi. Le livre fut, dès août 1940, inscrit sur la liste Bernhard et confisqué par les autorités d'Occupation. Il fut bientôt rejoint, sur la liste Otto, par La désagrégation de la Tchécoslovaquie (1938).

## Publications
- De l'enseignement du droit dans les universités allemandes, Paris, H. Le Soudier, 1885, 88 p. (présentation en ligne, lire en ligne)
- Notice sur Georges Waitz, L. Larose et Forcel, 1886, 8 p. (présentation en ligne)
- Le mystère de la passion à Oberammergau, souvenirs et impressions, Dijon, impr. de "l'Union typographique", 1891, 32 p.
- Étude sur la politique de l'Empereur Frédéric II en Allemagne et sur les transformations de la constitution allemande dans la première moitié du XIIIe siècle (thèse présentée à la Faculté des lettres de Paris), Paris, Picard, 1892, 440 p. (lire en ligne)
- De Advocatis ecclesiasticis, in rhenanis praesertim regionibus, a nono usque ad tredecimum seculum, thesim Parisiensi litterarum Facultati proponebat Georges Blondel,..., Lutetia Parisiorum, A. Picard, 1892, 114 p.
- Essai sur la colonisation allemande : conférence faite le 27 janvier 1895, L. Danel, 19 p. (présentation en ligne)
- Étude sur les populations rurales de l'Allemagne et la crise agraire, Paris, Larose, 1897, 522 p. (lire en ligne)
- L'essor industriel et commercial du peuple allemand, Paris, L. Larose, 1898 (réimpr. 2017), 220 p. (présentation en ligne, lire en ligne)
- L'ouvrier allemand, Paris, A. Rousseau, 1899, 48 p. (présentation en ligne)
- Le drame de la Passion à Oberammergau. Étude historique et critique... avec des renseignements pratiques, un plan du théâtre et deux cartes, Paris, V. Lecoffre, 1900, 70 p. (présentation en ligne)
- Les réformes de l'enseignement secondaire et l'essor économique du pays, au secrétariat de la Société d'économie sociale, 1900, 16 p. (présentation en ligne)
- La France et le marché du monde, Paris, Larose, 1901, 164 p. (présentation en ligne)
- La question sociale et le devoir social, dans Idées sociales et faits sociaux, Paris, Albert Fontemoing, 1903 (lire en ligne sur Gallica), p. 19-48
- La politique protectionniste en Angleterre : un nouveau danger pour la France, Paris, V. Lecoffre, 1904, 161 p.
- L'éducation économique du peuple allemand, Paris, L. Larose & L. Tenin, 1908, 136 p. (lire en ligne)
- La politique budgétaire en Europe, les tendances actuelles ; conférences organisées à la Société des anciens élèves de l'École libre des sciences politiques..., Paris, F. Alcan, 1910, 315 p.
- La richesse de l'Allemagne, Revue financière universelle, 1910, 20 p. (présentation en ligne)
- Les embarras de l'Allemagne, Paris, Plon, 1912 (réimpr. 2017), 316 p. (présentation en ligne)
- L'épuisement de l'Allemagne et le devoir actuel de la France, Paris, Tenin, 1915, 97 p.
- L’École allemande et sa responsabilité ..., Secrétariat de la Société d'économie sociale, 1915, 16 p. (présentation en ligne)
- La guerre européenne et la doctrine pangermaniste, Paris, Chapelot, 1915, 135 p. (lire en ligne sur Gallica)
- La dernière étape, la paix qu'il nous faut, Paris, Sirey, 1917, 147 p.
- L'intervention américaine : l'aide que nous apportent les Etats-Unis, H. Diéval, 1917, 11 p. (présentation en ligne)
- Pour mieux juger les Allemands, Paris, Boivin & Cie, 1918, 106 p.
- Ce que pensent les Allemands, Paris, Bloud & Gay, 1918, 78 p.
- Que peut-on dire aujourd'hui des Allemands ?, Paris, Perrin, 1920, 67 p.
- La Rhénanie, son passé, son avenir, Paris, Plon-Nourrit & Cie, 1921, 260 p.
- Les mécomptes de la paix et le péril allemand, impr. R. Duguet et Cie, 1922, 24 p. (présentation en ligne)
- Le triomphe du germanisme, Paris, Marcel Rivière, 1934, 183 p.
- Tempête sur l'Europe, Paris, Plon, 1937, 110 p.
- La désagrégation de la Tchécoslovaquie : la question de l'Ukraine, les ambitions de l'Allemagne, Paris, Denoël, 1938, 92 p. (présentation en ligne)

## Distinctions
- Officier de la Légion d'honneur par décret du 21 octobre 1932[10]
  -  Chevalier de la Légion d'honneur par décret du 3 février 1917 (à titre militaire)
- Officier de l'Instruction publique
- Commandeur du Nichan Iftikhar
- Chevalier de l'ordre de Léopold (Belgique)
- Chevalier de l'ordre de l'ordre Polonia Restituta
- Médaille d'or Olivier de Serres de la Société nationale d'agriculture[15]